# آلان بورغيس
آلان بورغيس (1 فبراير 1915-10 أبريل 1998)، كان طيارًا في سلاح الجو الملكي الإنجليزي ومؤلفًا للعديد من كتب السيرة الذاتية وغير الخيالية بين الخمسينيات والسبعينيات من القرن الماضي. كتب السير الذاتية لجليديس أيلوارد، وفلورا سانديس، وشارك في كتابة السيرة الذاتية لإنجريد بيرغمان. لعبت بيرغمان دور غلاديس أيلوارد في فيلم نزل السعادة السادسة [الإنجليزية] بناءً على سيرة بورغيس. بعد أن خدم في سلاح الجو الملكي خلال الحرب العالمية الثانية، كتب بورغيس رواية (أطول نفق: القصة الحقيقية للهروب الكبير من الحرب العالمية الثانية) وهي قصة عن شتالاج لوفت 3.

## أعماله

### الروايات
- The Word for Love. Dutton. 1968. مؤرشف من الأصل في 2023-06-28.

### السير الذاتية
- The Inn of the Sixth Happiness. 1957. مؤرشف من الأصل في 2023-06-27.
- The Small Woman: The Heroic Story of Gladys Aylward. Reprint Society. 1959.
- The Lovely Sergeant. Readers Book Club. 1963. مؤرشف من الأصل في 2023-06-27.
- Daylight Must Come: The Story of a Courageous Woman Doctor in the Congo. G. K. Hall. 1975. ISBN:978-0-8161-6281-9. مؤرشف من الأصل في 2023-06-27.
- Ingrid Bergman: My Story. Delacorte Press. 1980. ISBN:978-0-4400-3299-1. مؤرشف من الأصل في 2021-05-10.
- Shattered Night. 1984.

### التاريخ
- Seven Men at Daybreak. Evans Bros. 1960. مؤرشف من الأصل في 2021-05-08.
- كتب آلان بيرجس عام (1990). The Longest Tunnel: The True Story of World War II's Great Escape. Naval Institute Press. ISBN:978-1-59114-097-9. مؤرشف من الأصل في 2020-07-26.

## الاقتباسات
- في عام 1958 قام مارك روبسن باخراج فيلم The Inn of the sixth happiness بالاستناد على كتاب الآن بيرجيس.

- في عام 1975 قام لويس جيلبرت باخراج فيلم Operation Daybreak استنادا إلى كتاب Seven Men at Daybreak.

## روابط خارجية
- آلان بيرجس في ليبيراريثينج
- آلان بورغيس في قاعدة بيانات الأفلام على الإنترنت